# Провулок Миколи Садовського
Прову́лок Мико́ли Садо́вського — провулок у Подільському районі міста Києва, місцевість Куренівка. Пролягає від Подільського провулку до Валківської вулиці.

## Історія
Провулок виник в 30-х роках XX століття, на картах 1943 та 1947 років зазаначений як Ново-Білицька вулиця. Офіційно при виникненні мав назву 375-та Нова вулиця. Сучасна назва — з 1944 року.